# ヘンリー・ギルピン

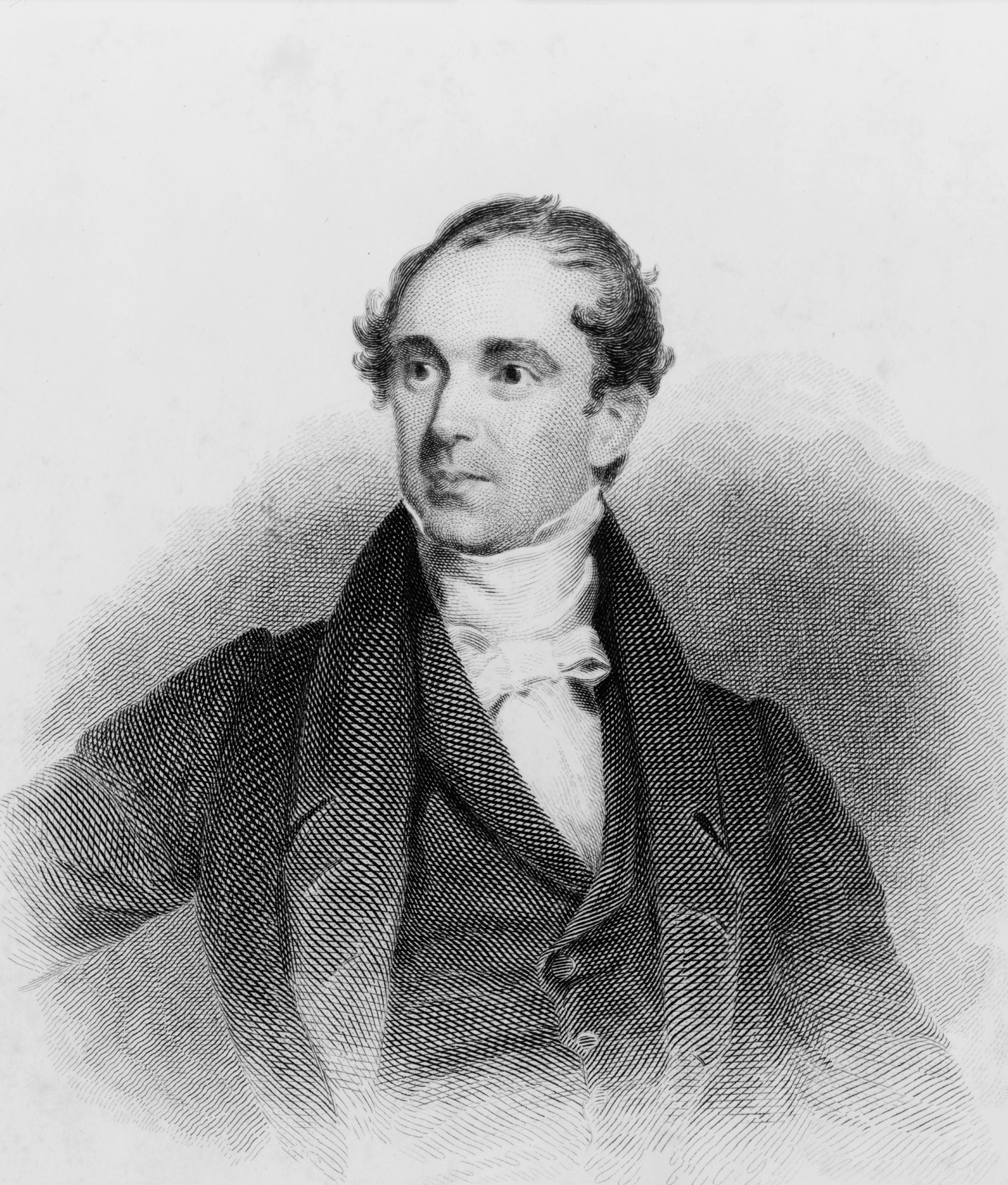
ヘンリー・ギルピン

ヘンリー・ディルワース・ギルピン（Henry Dilworth Gilpin, 1801年4月14日 - 1860年1月29日）は、アメリカ合衆国の政治家。1838年から1840年まで第14代アメリカ合衆国司法長官を務めた。

## 生涯
1801年4月14日、ギルピンはイングランドのランカスターにおいて誕生した。父親のジョシュア・ギルピン (Joshua Gilpin 1765-1841) とメアリー・ディルワース (Mary Dilworth, 1777-1864) の長男として誕生した。父親のジョシュアはアメリカ合衆国のペンシルベニア州フィラデルフィア出身であり、製紙技術を学ぶためにイングランドを訪れた際に母親のメアリーと知り合った。母親のメアリーはランカスターのクエーカーの娘であった。
ギルピンの一家は1801年にアメリカ合衆国のデラウェア州に渡り、イギリスで学んだ製紙技術を当地の製紙工場に伝えた。ギルピンの一家は1812年からイギリス各地を周遊し、1816年頃にアメリカ合衆国に戻った。ギルピンはその間、ロンドン近郊の学校で学び、1819年にペンシルベニア大学を卒業した。ギルピンはジョセフ・リード・インガーソルの下で法律を学び、1822年に弁護士として認可を受けた。
ギルピンは1831年から1837年までペンシルベニア州東地区担当の合衆国検察官を務めた。ギルピンは1837年に合衆国財務省の法務官を務めた。またギルピンはこの時期にアメリカ哲学協会に参加し、1833年から1835年までは第二合衆国銀行理事を務めた。
1840年、マーティン・ヴァン・ビューレンアメリカ合衆国大統領はギルピンを司法長官に指名した。ギルピンはヴァン・ビューレン大統領の任期満了となる1841年まで司法長官を務めた。
ギルピンは1853年から1858年までペンシルベニア美術アカデミー会長およびフィラデルフィア歴史協会副会長を務め、1856年から1858年まではジラード大学理事を務めた。またギルピンはチェサピーク＝デラウェア運河理事も務めた。
1860年1月29日、ギルピンはペンシルベニア州フィラデルフィアにおいて死去した。ギルピンの遺体はフィラデルフィア市内のローレルヒル墓地に埋葬された。
| 公職                          | 公職                                                | 公職                        |
| ----------------------------- | --------------------------------------------------- | --------------------------- |
| 先代 フェリックス・グランディ | アメリカ合衆国司法長官 1840年1月11日 - 1841年3月4日 | 次代 ジョン・クリッテンデン |